# Fuirena somaliensis
Fuirena somaliensis är en halvgräsart som beskrevs av Kaare Arnstein Lye. Fuirena somaliensis ingår i släktet Fuirena och familjen halvgräs. Inga underarter finns listade i Catalogue of Life.